# جولدبج
عميل التراسل الفوري جولدبج (بالإنجليزية: GoldBug)‏ هو عميل تراسل فوري آمن مفتوح المصدر ومتعدد المنصات، مبني على بروتوكول يُدعى «إيكو» وعلى نواة تُسمى «سبوتون».